# Sirp

Sirp (« la faucille »)  est une revue culturelle estonienne hebdomadaire créée le 5 octobre 1940 sous le nom  Sirp ja Vasar (La faucille et le marteau). 

## Histoire du titre
C'est un hebdomadaire qui paraît le vendredi. Au moment de la seconde indépendance de l'Estonie, le titre rappelle trop l'époque soviétique. La revue est d'abord rebaptisée Reede (Vendredi) en 1989-1990 puis Sirp (La Faucille) de 1991 à 1994. Elle prend ensuite le nom de Kultuurileht (Journal de la Culture) de février 1994 à mars 1997. Depuis 1997, la revue s'appelle Journal de la Culture « Sirp ». 

## Ligne éditoriale
Sirp est un hebdomadaire culturel, qui publie des articles sur les arts, la littérature, la philosophie et la société.
À l'époque de l'URSS stalinienne, Sirp ja Vasar participe à l'invisibilisation du jazz — vu comme une musique du camp occidental — dans le discours public, après une courte période, dans l'immédiat après-guerre, où le jazz estonien est populaire.